# Рашевщина
Рашевщина - урочище, розташоване на території Новозаводського району Чернігова. Площа - 1,5 га. Відповідно до видання «Чернігівщина: Енциклопедичний довідник» називається як Чернігівська Швейцарівка .

## Історія
...Усадьба была со многими оврагами, очень живописная... Со стороны шоссе был виден кусочек нашей усадьбы, пожалуй, самый красивый. В долине был пруд, к нему спускалась еловая аллея, и к самой воде подходила лестница. Вокруг пруда шли террасы. Растения на них были так подобраны, что все время что-то цвело, было много роз. А на горке беседка "Ласточкино гнездо”. На этом склоне были подобраны деревья по цвету осенних листьев. Темные сосны и ели, на их фоне желтые березы и клены... (рос.)

...Садиба була з багатьма ярами, дуже мальовнича... З боку шосе було видно шматочок нашої садиби, мабуть, найкрасивіший. У долині був ставок, до нього спускалася ялинова алея, і до самої води підходили сходи. Навколо ставка йшли тераси. Рослини на них були такі підібрані, що весь час щось цвіло, було багато троянд. А на гірці альтанка "Ластівчине гніздо". На цьому схилі були підібрані дерева за кольором осіннього листя.— Опис урочища І.Рашевскою-Русовою
Під час Другої світової війни, у період окупації Чернігова 1941-1943 роки в урочищі розстріляли людей, перепохованих в урочищі Яловщина .
В урочищі планується створення арт-саду імені Івана Рашевського .

## Опис
Урочище розташоване на правому схилі балки річки Чорторийка — між Швейцарівкою, Червоним Хутором та мікрорайоном Бойова — на захід від перехрестя проспекту Миру та вулиці Олени Білевич.
Тут був пам'ятник історії Будинок Рашевського (проспект Миру, 116) з охоронним №3459, який нині втрачений. Садиба належала художнику та скульптору Івану Рашевському . Будинок був зруйнований у 2000-ті роки .

## Природа
Природа урочища представлена хвойними та листяними породами дерев.